# Agnes Ullmann
Agnes Ullmann (* 14. April 1927 in Satu Mare, Rumänien; † 25. Februar 2019 in Paris) war eine ungarisch-französische Mikrobiologin.

## Leben
Ullmann wurde im rumänischen Satu Mare als Angehörige der ungarischen Minderheit in einer multiethnischen und multilingualen Umgebung geboren und wuchs als Kind mit drei Sprachen auf (Ungarisch, Rumänisch und Deutsch). Im Jahr 1945 machte sie ihren Schulabschluss in Arad. Anschließend begann sie ein Studium der Naturwissenschaften an der Universität Cluj (Klausenburg). Da sie das Niveau des Studiums als unbefriedigend niedrig empfand, wechselte sie an die Universität Budapest, wo sie 1949 ein Diplom in Chemie erwarb. Anschließend arbeitete sie am von Brúnó Straub geleiteten Institut für Medizinische Chemie an ihrer Doktorarbeit und wurde 1958 zum Doktor der Naturwissenschaften promoviert. An den ungarischen Universitäten durfte damals nur die Lehre von Trofim Lyssenko gelehrt werden, während die wissenschaftliche Genetik „westlichen Stils“ verpönt war. Im Jahr 1948, während ihres Studiums, las Ullmann einen Artikel Jacques Monod, in dem dieser die Lehren Lyssenkos als unwissenschaftlich verwarf. Im Jahr 1956 schlossen sich Ullmann und ihr Ehemann Tamás Erdős dem oppositionellen Petőfi-Kreis an und sie beteiligte sich als Koordinatorin des Revolutionären Komitees der Intellektuellen am Ungarischen Volksaufstand von 1956. Ullmann blieb von den Repressionen nach der Niederschlagung des Aufstandes weitgehend unbetroffen, aber ihr Ehemann musste für einige Monate ins Gefängnis.
Nach einem Forschungsaufenthalt 1958/59 am Institut Pasteur bei Jacques Monod ging sie 1960 (mit Unterstützung von Monod, der sie und ihren Mann in einem Campingwagen aus Ungarn schmuggelte) nach Frankreich. Sie ging mit einem Stipendium der Rockefeller-Stiftung in das Labor von Monod am Institut Pasteur, an dem sie den Rest ihrer Karriere blieb, Professorin, Laborleiterin und 1982 Mitglied des Direktoriums wurde.
Am Institut Pasteur untersuchte Ullmann anfangs die Wirkungsweise von Antibiotika. Sie konnte die Wirkungsweise von Streptomycin aufklären (als Inhibitor der Proteinsynthese in Bakterien). Sie befasste sich intensiv mit der Wirkung des Second Messenger cAMP in der Bakterienzelle. 1967 zeigte sie mit Monod, dass cAMP die Katabolitrepression in dem Bakterium E. coli aufhebt. Danach fand sie mit Monod und anderen noch einen Faktor, der die Katabolitrepression verstärkt (CMF, Catabolite modulator factor).
Später befasste sie sich mit der Wirkungsweise des Keuchhusten-Erregers und seines Toxins. Sie zeigte, dass das Toxin die cAMP-Produktion in der Wirtszelle erhöht und somit deren Stoffwechsel stört. Die Eigenschaft des Toxins, auch anderen Molekülen Zutritt zur angegriffenen Wirtszelle zu verschaffen, nutzte sie zur Entwicklung von Impfstoffen, indem sie das gentechnisch hergestellte Keuchhusten-Toxin mit antigen-Bruchstücken koppelte, gegen die immunisiert werden sollte.
2002 erhielt sie die Robert-Koch-Medaille. Sie war Ehrenmitglied der Ungarischen Akademie der Wissenschaften.
1978 gab sie mit André Lwoff eine Aufsatzsammlung von Jacques Monod heraus. Außerdem veröffentlichte sie zwei Sammelbände zu seinem Andenken.
Ab 1966 war sie französische Staatsbürgerin.

## Schriften
- Herausgeber: Origins of Molecular Biology – A tribute to Jacques Monod, American Society for Microbiology, Washington D. C., 2003 (französisches Original 1980)
- Herausgeber mit Ernesto Quagliarello, Giorgio Bernardi: From enzyme adaptation to natural philosophy – heritage from Jacques Monod, Elsevier 1987 (Konferenz in Trani 1986)
- Herausgeber mit Antoine Danchin, Francis Gasser (Institut Pasteur): Régulation de l'expression génétique – rôle de l'AMP cyclique, Paris, Hermann 1986
- mit François Jacob, Jacques Monod: Characterization by in vitro complementation of a peptide corresponding to an operator-proximal segment of the β-galactosidase structural gene of Escherichia coli,  Journal of Molecular Biology, Band 24, 1967, S. 339–343
- A fortunate journey on uneven grounds, Annual Review of Microbiology, Band 66, 2012, S. 1–24